# ジョン・ブラウン (スコットランドの肖像画家)

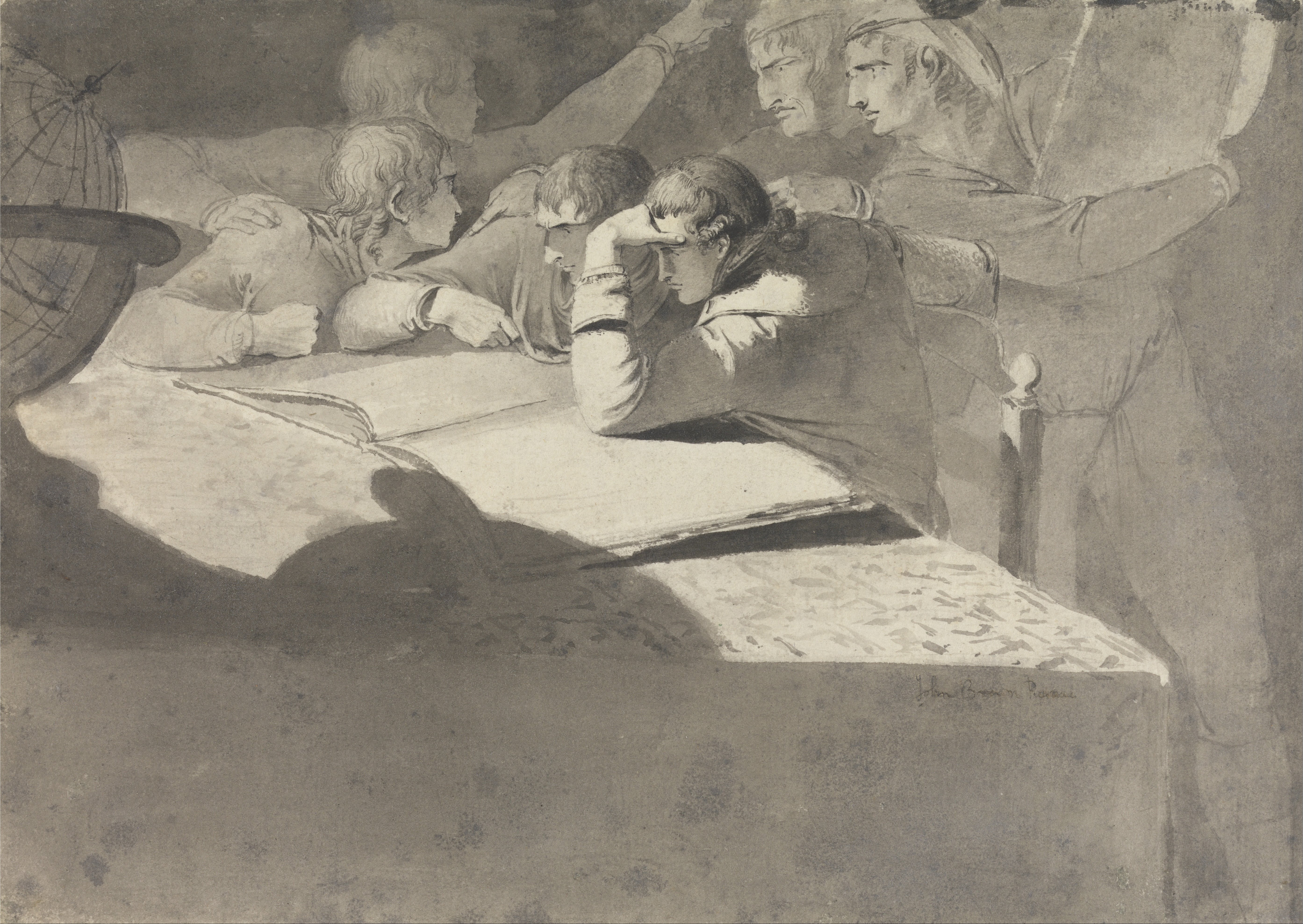
ジョン・ブラウン作「The Geographers」

ジョン・ブラウン（John Brown、1752年ころ – 1787年9月5日）は、スコットランドの画家。

## 経歴
ジョン・ブラウンは、1752年ころにスコットランドのエディンバラに、時計職人の子として生まれた。教育は、エディンバラのトラスティーズ・アカデミー（the Trustees’ Academy：後のエディンバラ芸術大学）に学んだ。1769年ころ、ブラウンはローマへ赴き、アレクサンダー・ランチマンに師事した。
ブラウンは、その後11年間にわたってローマに滞在した。ウィリアム・タウンリー ( William Townley) やサー・初代準男爵ウィリアム・ヤングなどスコットランド人のパトロンたちのために、ブラウンはイタリア本土やシチリアで、古代建築物の廃墟をスケッチしたり、ロイヤル・アカデミー・オブ・アーツ（王立芸術院）へ素描作品を送ったりしていた。
ブラウンは、小さな画面の作品を描き、鉛筆やペンを好み、水墨画のようにインクを使って筆で描くことも好んだ。ブラウンの素描作品の中で、特筆されるものとしては、多数の風俗画があり、例えば1775年ころから1780年にかけて制作された『Two Men in Conversation』（ロンドン、コートールド美術研究所蔵）には、親交のあったヨハン・ハインリヒ・フュースリーの影響が見受けられる。
1780年に、ブラウンはスコットランドに戻り、以降の数年間を、有力者たちの肖像画を書いて過ごしたが、その中には、スコットランド好古協会 (the Society of Scottish Antiquaries) のメンバー25人を描いたものもある。
1786年から1887年にかけてはロンドンに定住し、ミニチュアの肖像画などを展示していた。最後には、健康を害してスコットランドへ戻り、1787年にリースで没した。